# Ranitomeya fantastica
Espèce
Synonymes
- Dendrobates fantasticus Boulenger, 1884 "1883"

Statut de conservation UICN

 VU  : Vulnérable
Statut CITES
Ranitomeya fantastica est une espèce d'amphibiens de la famille des Dendrobatidae.

## Répartition
Cette espèce est endémique du Pérou. Elle se rencontre de 200 à 600 m d'altitude dans les régions de Amazonas, de Loreto et de San Martín.

## Description
Ranitomeya fantastica mesure 20 mm.

## Publication originale
- Boulenger, 1884 "1883" : On a Collection of Frogs from Yurimaguas, Huallaga River, Northern Peru. Proceedings of the Zoological Society of London, vol. 1883, no 4, p. 635-638 (texte intégral).